# Gibraltar Open
Die Gibraltar Open waren ein Snookerturnier der Profitour mit Weltranglistenstatus. Sie waren ein Pro-Am-Turnier, das heißt, neben Profispielern konnten auch Amateure daran teilnehmen. 2015 wurden sie erstmals als Minor-Ranglistenturnier im Rahmen der PTC-Serie ausgetragen. Von 2017 bis 2022 gab es sechs Ausgaben als eigenständiges Turnier.

## Geschichte
In der Saison 2014/15 bestand die Players Tour Championship aus sechs Turnieren auf dem europäischen Kontinent. Für die PTC-Saison 2015/16 standen aber nach dem Wegfall der Lisbon Open in Portugal nur noch 5 Turniere zur Verfügung. Daraufhin vereinbarte die WPBSA mit der Regierung von Gibraltar ein neues Turnier am Südende der Iberischen Halbinsel. Es war das erste Profiturnier in dem britischen Überseegebiet. Als Teil der PTC-Serie waren die Gibraltar Open 2015 für Amateure offen. Das Hauptturnier der letzten 128 Spieler dauerte nur drei Tage und wurde durchgängig inklusive Finale im Best-of-7-Modus gespielt. Es war ein Minor-Ranking-Turnier, das heißt, es gab ein geringeres Preisgeld (25.000 € für den Sieger) und hatte damit nur eine geringere Wertigkeit für die Weltrangliste. Dafür konnten sich die Spieler über die Tourwertung für ein vollwertiges Ranglistenturnier, das Grand Final, und für die nächste Snookersaison qualifizieren. Erster Sieger wurde der in Hongkong geborene Chinese Marco Fu, der dabei auch das einzige Maximum Break in der Geschichte des Turniers erzielte.
Der Vertrag für die Gibraltar Open war für drei Jahre abgeschlossen worden, 2016 liefen aber andere Verträge aus und die Players Tour Championship musste eingestellt werden. Die Gibraltar Open blieben jedoch erhalten und blieben zusammen mit dem Paul Hunter Classic die einzigen beiden Turniere mit dem Sondermodus und einer Vorqualifikation für Amateurspieler. 2017 und 2018 gab es außerdem eine Wertung aus beiden Turnieren, über die man sich für die EBSA Amateur Play Offs qualifizieren und um zwei Plätze auf der Profitour spielen konnte.
Anfang 2020 traten in Europa die ersten Fälle von COVID-19 auf, die sich zu einer weltweiten Pandemie entwickelten. Die Gibraltar Open 2020 waren das erste Turnier, das deswegen zuerst mit weniger und zum Ende hin ganz ohne Publikum ausgetragen wurde. Im Jahr darauf fanden alle Turniere der Profitour ohne Publikum in England oder Wales statt, auch die Ausgabe der Gibraltar Open, die das letzte Turnier der Saison in Milton Keynes waren.
Inzwischen war das Paul Hunter Classic als Pro-Am-Turnier eingestellt worden und als Ersatz die WPBSA Q Tour als neue Qualifikationsturnierserie für Amateure eingeführt worden. Außerdem konnten an zahlreichen Turnieren die besten Amateure als Nachrücker für nicht angetretene Profis teilnehmen. Damit gab es genug Alternativen für das Pro-Am-Format. Im März 2022 fanden die Gibraltar Open zum letzten Mal statt und wurden eingestellt.

## Sieger
| Jahr                                   | Austragungsort                         | Sieger                                 | Ergebnis                               | Finalist                               | Hauptsponsor                           | Saison                                 |
| Gibraltar Open (Minor-Ranking-Turnier) | Gibraltar Open (Minor-Ranking-Turnier) | Gibraltar Open (Minor-Ranking-Turnier) | Gibraltar Open (Minor-Ranking-Turnier) | Gibraltar Open (Minor-Ranking-Turnier) | Gibraltar Open (Minor-Ranking-Turnier) | Gibraltar Open (Minor-Ranking-Turnier) |
| -------------------------------------- | -------------------------------------- | -------------------------------------- | -------------------------------------- | -------------------------------------- | -------------------------------------- | -------------------------------------- |
| 2015                                   | Tercentenary Sports Hall               | Marco Fu                               | 4:1                                    | Michael White                          | Dafabet                                | 2015/16                                |
| Gibraltar Open (Pro-Am-Turnier)        |                                        |                                        |                                        |                                        |                                        |                                        |
| 2017                                   | Tercentenary Sports Hall               | Shaun Murphy                           | 4:2                                    | Judd Trump                             | jojobet.com                            | 2016/17                                |
| 2018                                   | Tercentenary Sports Hall               | Ryan Day                               | 4:0                                    | Cao Yupeng                             | ManBetX                                | 2017/18                                |
| 2019                                   | Tercentenary Sports Hall               | Stuart Bingham                         | 4:1                                    | Ryan Day                               | Betway                                 | 2018/19                                |
| 2020                                   | Europa Sports Complex                  | Judd Trump                             | 4:3                                    | Kyren Wilson                           | BetVictor                              | 2019/20                                |
| 2021                                   | Marshall Arena / Milton Keynes         | Judd Trump                             | 4:0                                    | Jack Lisowski                          | BetVictor                              | 2020/21                                |
| 2022                                   | Europa Sports Complex                  | Robert Milkins                         | 4:2                                    | Kyren Wilson                           | BetVictor                              | 2021/22                                |